# Millisekundni pulsar
Milisekundni pulsar (MSP) pulsar je s rotiranjem u rasponu od oko 1–10 milisekundi. Otkriveni su milisekundni pulsi u radio, rendgenskim i gama zracima u elektromagnetskom spektru. Vodeća teorija o podrijetlu milisekundnih pulsara je da su stare, brzo rotirajuće neutronske zvijezde koje su se raspršile ili "reciklirale" akumulacijom materije iz prateće zvijezde u uskom binarnom sustavu. Iz tog razloga milisekundni pulsari ponekad se nazivaju i reciklirani pulsari. 
Smatra se da su milisekundni pulsari povezani s binarnim sustavima male mase. Smatra se da X-zrake u tim sustavima emitiraju akrecijski disk neutronske zvijezde proizveden od vanjskih slojeva suputničke zvijezde koja je preplavila njegovu Rocheovu šupljinu. Prijenos zamaha zamaha iz ovog akrecijskog događaja može teoretski povećati brzinu rotacije pulsara do stotina puta u sekundi, što je opaženo u milisekundnim pulsarima. 
Međutim, nedavno su otkriveni dokazi da standardni evolucijski model ne može objasniti evoluciju svih milisekundnih pulsara, posebno mladih milisekundi pulsari s relativno visokim magnetskim poljem, npr. PSR B1937 + 21. Bülent Kiziltan i SE Thorsett pokazali su da se različiti milisekundni pulsari moraju formirati kroz najmanje dva različita procesa. No priroda drugog postupka ostaje misterija.
Mnogi milisekundi pulsari nalaze se u globularnim nakupinama. To je u skladu sa spin-up teorijom njihovog nastanka, jer izrazito velika zvjezdana gustoća ovih grozdova implicira mnogo veću vjerojatnost da pulsar ima (ili uhvati) divovsku zvijezdu. Trenutno je u globularnim nakupinama poznato oko 130 milisekundnih pulsara. Samo globalarni grozd Terzan 5 sadrži 37, a slijedi 47 Tucanae s 22 i M28 i M15 s 8 pulsara. 
Milisekundni pulsari koji se mogu tempirati s velikom preciznošću bolji su satovi od najboljih atomskih satova iz 1997. godine. To ih čini i vrlo osjetljivim ispitivačem njihovog okruženja. Na primjer, sve što se nalazi u orbiti oko njih uzrokuje periodične dopplerove pomake u vremenima dolaska njihovih impulsa na Zemlju, koji se mogu analizirati kako bi se otkrilo prisustvo pratitelja i, uz dovoljno podataka, dati precizna mjerenja orbite i mase objekta, Tehnika je toliko osjetljiva da se čak i mali predmeti poput asteroida mogu otkriti ako se dogodi da orbitiraju milisekundnim pulsom. Prvi potvrđeni egzoplaneti, otkriveni nekoliko godina prije prvih otkrića egzoplaneta oko "normalnih" zvijezda sličnih solarnom zraku, pronađeni su u orbiti oko milisekundnog pulsara, PSR B1257+12. Ti su planeti dugo godina bili jedini objekti Zemljine mase poznatiji izvan Sunčevog sustava. Jedan od njih, PSR B1257+12 D, ima još manju masu, usporedivu s onom našeg Mjeseca, a i danas je objekt najmanje mase poznat izvan Sunčevog sustava.